# Municipio de Pierz
El municipio de Pierz (en inglés: Pierz Township) es un municipio ubicado en el condado de Morrison en el estado estadounidense de Minnesota. En el año 2010 tenía una población de 535 habitantes y una densidad poblacional de 7,33 personas por km².

## Geografía
El municipio de Pierz se encuentra ubicado en las coordenadas 45°56′46″N 94°4′16″O / 45.94611, -94.07111. Según la Oficina del Censo de los Estados Unidos, el municipio tiene una superficie total de 72.95 km², de la cual 72,95 km² corresponden a tierra firme y (0 %) 0 km² es agua.

## Demografía
Según el censo de 2010, había 535 personas residiendo en el municipio de Pierz. La densidad de población era de 7,33 hab./km². De los 535 habitantes, el municipio de Pierz estaba compuesto por el 98,32 % blancos, el 0,19 % eran afroamericanos, el 0,19 % eran amerindios, el 0,37 % eran de otras razas y el 0,93 % eran de una mezcla de razas. Del total de la población el 0,93 % eran hispanos o latinos de cualquier raza.